# Glossotrophia demarginata
Glossotrophia demarginata là một loài bướm đêm trong họ Geometridae.